# Planète V

La planète V est une planète hypothétique qui se trouvait entre Mars et Jupiter. Les scientifiques de la NASA, John Chambers et Jack Lissauer à partir de simulations pensent qu'une telle planète existait il y a 3,9 milliards d'années.

## Présentation
Cette théorie fut présentée par M. Chambers et J. Lissauer lors de la 33e « Lunar and Planetary Science Conference » en mars 2002,. 

Il y a environ 3,9 milliards d'années, la Planète V aurait provoqué des perturbations dans la ceinture d'astéroïdes. De nombreux corps auraient alors changé d'orbite, croisant ainsi celle de Mars et de la Terre.
La planète V pourrait donc être une des causes du grand bombardement tardif, dont les traces ont été retrouvées sur la Lune,.

### Disparition de cette planète
Selon M. Chambers, la planète V a sûrement plongé dans le Soleil à cause des perturbations.